# كشمش صخري
الكشمش الصخري هو نوع نبات، اسمه العلمي Ribes petraeum، وهو من جنس الكشمش من الفصيلة الكشمشية.